# باربي في الحذاء الوردي
باربي في الحذاء الوردي (بالإنجليزية: Barbie in the Pink Shoes) هو فيلم تم إنتاجه في كندا والولايات المتحدة وصدر في سنة 2013.

## وصلات خارجية
- باربي في الحذاء الوردي على موقع IMDb (الإنجليزية)
- باربي في الحذاء الوردي على موقع ألو سيني (الفرنسية)
- باربي في الحذاء الوردي على موقع قاعدة بيانات الفيلم (الإنجليزية)
- باربي في الحذاء الوردي على موقع ليتربوكسد (الإنجليزية)
- باربي في الحذاء الوردي على موقع كينوبويسك (الروسية)